# Crooksville (Ohio)
Pour les articles homonymes, voir Crooksville.
}
Crooksville est un village américain situé dans le comté de Perry, dans l'Ohio. Selon le recensement de 2010, sa population est de 2 534 habitants.